# Roxette
Roxette là một band nhạc pop đến từ Thụy Điển bao gồm 2 thành viên Marie Fredriksson và Per Gessle. Band nhạc đã đạt được thành công trên toàn thế giới từ cuối những năm 80 cho tới giữa thập niên 90 với 19 ca khúc lọt top 40 UK. Họ cũng có một số hit đạt vị trí cao tại Mỹ như: bốn ca khúc đạt vị trí số 1 tại Mỹ "The Look", "Listen to Your Heart", "It Must Have Been Love", and "Joyride".; một số hit khác như "Dangerous" và "Fading Like a Flower" (đạt được vị trí số 2) và "Dressed for Success" (số 14).
Sau một thời gian tạm ngừng hoạt động giữa thập niên 90, họ tiếp tục đạt được thành công ở các khu vực khác như châu Âu và Nam Mỹ với việc giành được nhiều chứng chỉ Gold, Platinum và nhiều giải thưởng cho tới đầu những năm 2000. Họ đã phải dừng việc ghi âm và đi tour từ năm 2002 khi nữ ca sĩ Fredriksson được chẩn đoán bị u não (tháng 9 năm 2002). Năm 2009, Roxette trở lại lần đầu tiên sau 8 năm, trong tour diễn châu Âu Party Crasher của ca sĩ Per Gessle.. Tháng 2 năm 2011, band phát hành album phòng thu thứ 8 mang tên "Charm School", đây là album đầu tiên sau 10 năm kể từ album "Room Service" phát hành năm 2001.
Các ca khúc của họ tiếp tục nhận được yêu cầu phát trên radio, với 2 ca khúc  "It Must Have Been Love" và "Listen to Your Heart" cả hai vừa nhận được giải thưởng từ BMI vì đạt được 4 triệu lượt phát trên sóng radio. Cho tới nay họ đã bán được khoảng 60 triệu album trên toàn thế giới, với hơn 3.5 triệu bản tại Mỹ, đạt được đĩa platinum cho album Joyride và Look Sharp! (tại Mỹ).

## Giải thưởng
| Năm  | Đề cử / Tác phẩm   | Giải thưởng                                                    | Kết quả   |
| ---- | ------------------ | -------------------------------------------------------------- | --------- |
| 1988 | Look Sharp         | Grammi (Sweden) – Composer of the Year (Gessle)                | Đoạt giải |
| 1989 | "The Look"         | MTV Video Award (USA) – International Viewer's Choice (Europe) | Đoạt giải |
| 1989 | Roxette            | Silver Bravo Otto (Germany) – Best rock/pop Group              | Đoạt giải |
| 1990 | Roxette            | Bronze Bravo Otto – Best rock/pop group                        | Đoạt giải |
| 1991 | Roxette            | Brit Award (UK) – Best international group                     | Đề cử     |
| 1991 | "Joyride"          | MTV Video Award – International Viewer's Choice (Europe)       | Đoạt giải |
| 1991 | Roxette            | Silver Bravo Otto – Best rock/pop group                        | Đoạt giải |
| 1991 | Joyride            | Grammi – Pop Group of the Year                                 | Đoạt giải |
| 1991 | Roxette            | Australian Music Awards – Most Popular International Group     | Đoạt giải |
| 1992 | Roxette            | Gold Bravo Otto – Best rock/pop Group                          | Đoạt giải |
| 1992 | "Joyride"          | Juno Award (Canada) – Best Selling Single by a Foreign Artist  | Đề cử     |
| 1999 | "Wish I Could Fly" | Fono Music Award (Europe) – European No.1 Airplay hit          | Đoạt giải |
| 2000 | Roxette            | WMA – Best selling Scandinavian artist                         | Đoạt giải |
| 2003 | Roxette            | WMA – Best selling Scandinavian artist                         | Đoạt giải |

## Danh sách album

### Album phòng thu
- 1986: Pearls of Passion - 1,2 million
- 1988: Look Sharp! - 10 millions -  #4 UK, #23 US
- 1991: Joyride - 12 millions - #2 UK, #12 US
- 1992: Tourism - 7 millions - #2 UK, #117 US
- 1994: Crash! Boom! Bang! - 4 millions - #3 UK
- 1999: Have a Nice Day - 3 millions - #28 UK, #62 AUS
- 2001: Room Service - 2 millions
- 2011: Charm School

### Album Tổng hợp
- 1987: Dance Passion
- 1995: Rarities
- 1995: Don't Bore Us, Get to the Chorus!
- 1996: Baladas En Español
- 2002: The Ballad Hits
- 2003: The Pop Hits
- 2006: Roxette Hits
- 2006: The Roxbox Roxette 86-06

### Sách
- Lundgren, Larz; Wikström, Jan-Owe (1992). Roxette: The Book. ISBN 9-1461-6211-9.